# Bălăcița
Bălăcița – wieś w Rumunii, w okręgu Mehedinți, w gminie Bălăcița. W 2011 roku liczyła 1242 mieszkańców.